# Joel Eriksson (Rennfahrer)

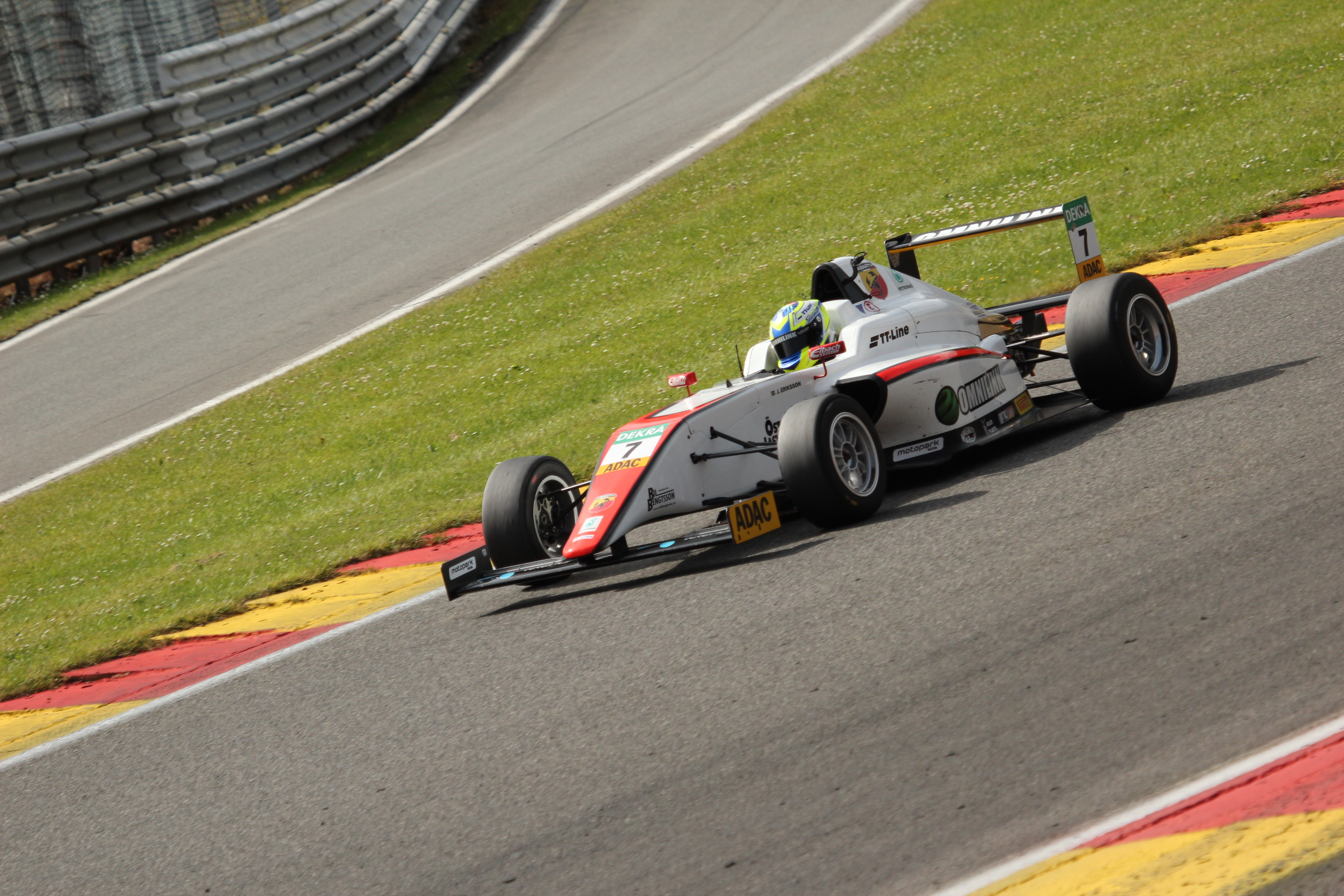
2015 bei der Formel 4

Joel Eriksson (* 28. Juni 1998) ist ein schwedischer Automobilrennfahrer. 2018 und 2019 startete er für BMW in der DTM.

## Karriere

### Anfänge im Kart- und Formelsport (2007–2017)
Eriksson begann seine Motorsportkarriere 2007 im Kartsport, in dem er bis 2013 aktiv blieb.
2014 wechselte Eriksson in den Formelsport und erhielt beim von Motopark Academy betreuten Lotus-Team ein Cockpit in der ADAC Formel Masters. Er gewann ein Rennen und wurde als bester Fahrer seines Rennstalls Gesamtfünfter. 2015 blieb Eriksson bei Motopark und fuhr in der deutschen Formel-4-Meisterschaft, der Nachfolgeserie der ADAC Formel Masters. Er entschied sieben Rennen für sich und schloss die Saison mit 299 zu 347 Punkten hinter Marvin Dienst auf dem zweiten Gesamtrang ab. Darüber hinaus bestritt Eriksson drei Rennen in der nordeuropäischen Formel-4-Meisterschaft 2015, wobei er zweimal aufs Podium fuhr.
2016 blieb Eriksson erneut bei Motopark und wechselte in die europäische Formel-3-Meisterschaft. Er gewann ein Rennen und stand insgesamt zehnmal auf dem Podest. Als bester Serienneuling beendete er die Saison auf dem fünften Platz in der Fahrerwertung. 2017 nahm Eriksson an seiner zweiten europäischen Formel-3-Meisterschaft teil. Er fuhr erneut für Motopark. Obwohl er sieben Rennen gewinnen konnte, unterlag er Lando Norris im Kampf um die Meisterschaft und wurde Gesamtzweiter.

### DTM (seit 2018)
Zur Saison 2018 verließ Eriksson den Formelsport und wechselte zu Racing Bart Mampaey in die DTM, wo er ein Cockpit in einem BMW erhielt und Teamkollege von Bruno Spengler und Philipp Eng wurde. Im zweiten Saisonrennen in Hockenheim konnte er als Viertplatzierter erstmals punkten. Bei dem Sonntagsrennen in Misano erzielte er seinen ersten DTM-Sieg. Mit 72 Punkten beendete er die Saison als 14. der Fahrerwertung.
2019 blieben Eng und Eriksson bei Mampaey. Mit Sheldon van der Linde, der Spengler ersetzte, erhielten sie einen neuen Teamkollegen. In Zolder erreichte Eriksson als Zweiter des Samstagsrennens den ersten Podestplatz der Saison. Im Samstagsrennen von Nürnberg erreichte er mit dem dritten Platz ein weiteres Mal das Podium. Nach acht von 18 Wertungsläufen belegte er den zehnten Rang der Gesamtwertung. Nach Saisonende wurde von BMW bekanntgegeben, dass Eriksson in der Saison 2020 nicht für BMW in der DTM fahren wird.

## Persönliches
Erikssons Bruder Jimmy war ebenfalls Automobilrennfahrer.

## Statistik

### Karrierestationen
| - 2007–2013: Kartsport - 2014: ADAC Formel Masters (Platz 5) - 2015: Deutsche Formel 4 (Platz 2) - 2015: Nordeuropäische Formel 4 (Platz 12) | - 2016: Europäische Formel 3 (Platz 5) - 2017: Europäische Formel 3 (Platz 2) - 2018: DTM (Platz 14) - 2019: DTM |

### Einzelergebnisse in der deutschen Formel-4-Meisterschaft
| Jahr | Team     | 1   | 2   | 3   | 4   | 5   | 6   | 7   | 8   | 9   | 10  | 11  | 12  | 13  | 14  | 15  | 16  | 17  | 18  | 19  | 20  | 21  | 22  | 23  | 24  | Punkte | Rang |
| ---- | -------- | --- | --- | --- | --- | --- | --- | --- | --- | --- | --- | --- | --- | --- | --- | --- | --- | --- | --- | --- | --- | --- | --- | --- | --- | ------ | ---- |
| 2015 | Motopark | OS1 | OS1 | OS1 | SPI | SPI | SPI | SPA | SPA | SPA | LAU | LAU | LAU | NÜR | NÜR | NÜR | SAC | SAC | SAC | OS2 | OS2 | OS2 | HOC | HOC | HOC | 299    | 2.   |
| 2015 | Motopark | 4   | 9   | 5   | 1   | 1   | DNF | 1   | 1   | 4   | EX  | 1   | 9   | 4   | 10  | 6   | 2   | 2   | 6   | 1   | 1   | 9   | 17  | 8   | 3   | 299    | 2.   |

| Legende  | Legende            | Legende                                                          |
| Farbe    | Abkürzung          | Bedeutung                                                        |
| -------- | ------------------ | ---------------------------------------------------------------- |
| Gold     | –                  | Sieg                                                             |
| Silber   | –                  | 2. Platz                                                         |
| Bronze   | –                  | 3. Platz                                                         |
| Grün     | –                  | Platzierung in den Punkten                                       |
| Blau     | –                  | Klassifiziert außerhalb der Punkteränge                          |
| Violett  | DNF                | Rennen nicht beendet (did not finish)                            |
| Violett  | NC                 | nicht klassifiziert (not classified)                             |
| Rot      | DNQ                | nicht qualifiziert (did not qualify)                             |
| Rot      | DNPQ               | in Vorqualifikation gescheitert (did not pre-qualify)            |
| Schwarz  | DSQ                | disqualifiziert (disqualified)                                   |
| Weiß     | DNS                | nicht am Start (did not start)                                   |
| Weiß     | WD                 | zurückgezogen (withdrawn)                                        |
| Hellblau | PO                 | nur am Training teilgenommen (practiced only)                    |
| Hellblau | TD                 | Freitags-Testfahrer (test driver)                                |
| ohne     | DNP                | nicht am Training teilgenommen (did not practice)                |
| ohne     | INJ                | verletzt oder krank (injured)                                    |
| ohne     | EX                 | ausgeschlossen (excluded)                                        |
| ohne     | DNA                | nicht erschienen (did not arrive)                                |
| ohne     | C                  | Rennen abgesagt (cancelled)                                      |
| ohne     | keine WM-Teilnahme |                                                                  |
| sonstige | P/fett             | Pole-Position                                                    |
| sonstige | 1/2/3/4/5/6/7/8    | Punktplatzierung im Sprint-/Qualifikationsrennen                 |
| sonstige | SR/kursiv          | Schnellste Rennrunde                                             |
| sonstige | *                  | nicht im Ziel, aufgrund der zurückgelegten Distanz aber gewertet |
| sonstige | ()                 | Streichresultate                                                 |
| sonstige | unterstrichen      | Führender in der Gesamtwertung                                   |

### Einzelergebnisse in der nordeuropäischen Formel-4-Meisterschaft
| Jahr | Team        | 1   | 2   | 3   | 4   | 5   | 6   | 7   | 8   | 9   | 10  | 11  | 12  | 13  | 14  | 15  | 16  | 17  | 18  | 19  | 20  | 21  | Punkte | Rang |
| ---- | ----------- | --- | --- | --- | --- | --- | --- | --- | --- | --- | --- | --- | --- | --- | --- | --- | --- | --- | --- | --- | --- | --- | ------ | ---- |
| 2015 | Koiranen GP | AHV | AHV | AHV | MSC | MSC | MSC | SOC | SOC | SOC | ALA | ALA | ALA | AUD | AUD | AUD | MSC | MSC | MSC | AUD | AUD | AUD | 30     | 12.  |
| 2015 | Koiranen GP | 12  | 4   | 3   |     |     |     |     |     |     |     |     |     |     |     |     |     |     |     |     |     |     | 30     | 12.  |

| Legende  | Legende            | Legende                                                          |
| Farbe    | Abkürzung          | Bedeutung                                                        |
| -------- | ------------------ | ---------------------------------------------------------------- |
| Gold     | –                  | Sieg                                                             |
| Silber   | –                  | 2. Platz                                                         |
| Bronze   | –                  | 3. Platz                                                         |
| Grün     | –                  | Platzierung in den Punkten                                       |
| Blau     | –                  | Klassifiziert außerhalb der Punkteränge                          |
| Violett  | DNF                | Rennen nicht beendet (did not finish)                            |
| Violett  | NC                 | nicht klassifiziert (not classified)                             |
| Rot      | DNQ                | nicht qualifiziert (did not qualify)                             |
| Rot      | DNPQ               | in Vorqualifikation gescheitert (did not pre-qualify)            |
| Schwarz  | DSQ                | disqualifiziert (disqualified)                                   |
| Weiß     | DNS                | nicht am Start (did not start)                                   |
| Weiß     | WD                 | zurückgezogen (withdrawn)                                        |
| Hellblau | PO                 | nur am Training teilgenommen (practiced only)                    |
| Hellblau | TD                 | Freitags-Testfahrer (test driver)                                |
| ohne     | DNP                | nicht am Training teilgenommen (did not practice)                |
| ohne     | INJ                | verletzt oder krank (injured)                                    |
| ohne     | EX                 | ausgeschlossen (excluded)                                        |
| ohne     | DNA                | nicht erschienen (did not arrive)                                |
| ohne     | C                  | Rennen abgesagt (cancelled)                                      |
| ohne     | keine WM-Teilnahme |                                                                  |
| sonstige | P/fett             | Pole-Position                                                    |
| sonstige | 1/2/3/4/5/6/7/8    | Punktplatzierung im Sprint-/Qualifikationsrennen                 |
| sonstige | SR/kursiv          | Schnellste Rennrunde                                             |
| sonstige | *                  | nicht im Ziel, aufgrund der zurückgelegten Distanz aber gewertet |
| sonstige | ()                 | Streichresultate                                                 |
| sonstige | unterstrichen      | Führender in der Gesamtwertung                                   |

### Einzelergebnisse in der europäischen Formel-3-Meisterschaft
| Jahr | Team     | Motor      | 1   | 2   | 3   | 4   | 5   | 6   | 7   | 8   | 9   | 10  | 11  | 12  | 13  | 14  | 15  | 16  | 17  | 18  | 19  | 20  | 21  | 22  | 23  | 24  | 25  | 26  | 27  | 28  | 29  | 30  | Punkte | Rang |
| ---- | -------- | ---------- | --- | --- | --- | --- | --- | --- | --- | --- | --- | --- | --- | --- | --- | --- | --- | --- | --- | --- | --- | --- | --- | --- | --- | --- | --- | --- | --- | --- | --- | --- | ------ | ---- |
| 2016 | Motopark | Volkswagen | LEC | LEC | LEC | HUN | HUN | HUN | PAU | PAU | PAU | SPI | SPI | SPI | NOR | NOR | NOR | ZAN | ZAN | ZAN | SPA | SPA | SPA | NÜR | NÜR | NÜR | IMO | IMO | IMO | HOC | HOC | HOC | 252    | 5.   |
| 2016 | Motopark | Volkswagen | 6   | 9   | 3   | 3   | DNF | 2   | 14  | 9   | 6   | 17  | 14  | 6   | DNF | 5   | DNF | 12  | 10  | 7   | 14  | 2   | 1   | 7   | 3   | 6   | 3   | 2   | 5   | 6   | 2   | 2   | 252    | 5.   |
| 2017 | Motopark | Volkswagen | SIL | SIL | SIL | MNZ | MNZ | MNZ | PAU | PAU | PAU | HUN | HUN | HUN | NOR | NOR | NOR | SPA | SPA | SPA | ZAN | ZAN | ZAN | NÜR | NÜR | NÜR | SPI | SPI | SPI | HOC | HOC | HOC | 383    | 2.   |
| 2017 | Motopark | Volkswagen | 4   | 1   | 2   | 4   | 1   | 4   | 1   | DNF | 5   | 10  | 2   | 1   | 4   | 10  | 7   | 9   | 2   | 2   | 2   | 12  | 12  | 10  | 9   | 8   | 2   | 1   | 1   | 1   | 4   | 2   | 383    | 2.   |

| Legende  | Legende            | Legende                                                          |
| Farbe    | Abkürzung          | Bedeutung                                                        |
| -------- | ------------------ | ---------------------------------------------------------------- |
| Gold     | –                  | Sieg                                                             |
| Silber   | –                  | 2. Platz                                                         |
| Bronze   | –                  | 3. Platz                                                         |
| Grün     | –                  | Platzierung in den Punkten                                       |
| Blau     | –                  | Klassifiziert außerhalb der Punkteränge                          |
| Violett  | DNF                | Rennen nicht beendet (did not finish)                            |
| Violett  | NC                 | nicht klassifiziert (not classified)                             |
| Rot      | DNQ                | nicht qualifiziert (did not qualify)                             |
| Rot      | DNPQ               | in Vorqualifikation gescheitert (did not pre-qualify)            |
| Schwarz  | DSQ                | disqualifiziert (disqualified)                                   |
| Weiß     | DNS                | nicht am Start (did not start)                                   |
| Weiß     | WD                 | zurückgezogen (withdrawn)                                        |
| Hellblau | PO                 | nur am Training teilgenommen (practiced only)                    |
| Hellblau | TD                 | Freitags-Testfahrer (test driver)                                |
| ohne     | DNP                | nicht am Training teilgenommen (did not practice)                |
| ohne     | INJ                | verletzt oder krank (injured)                                    |
| ohne     | EX                 | ausgeschlossen (excluded)                                        |
| ohne     | DNA                | nicht erschienen (did not arrive)                                |
| ohne     | C                  | Rennen abgesagt (cancelled)                                      |
| ohne     | keine WM-Teilnahme |                                                                  |
| sonstige | P/fett             | Pole-Position                                                    |
| sonstige | 1/2/3/4/5/6/7/8    | Punktplatzierung im Sprint-/Qualifikationsrennen                 |
| sonstige | SR/kursiv          | Schnellste Rennrunde                                             |
| sonstige | *                  | nicht im Ziel, aufgrund der zurückgelegten Distanz aber gewertet |
| sonstige | ()                 | Streichresultate                                                 |
| sonstige | unterstrichen      | Führender in der Gesamtwertung                                   |

### Einzelergebnisse in der FIA-Formel-E-Weltmeisterschaft
| Jahr    | Team                      | 1   | 2   | 3   | 4   | 5   | 6   | 7   | 8   | 9   | 10  | 11  | 12  | 13  | 14  | 15  | 16  | Punkte | Rang |
| ------- | ------------------------- | --- | --- | --- | --- | --- | --- | --- | --- | --- | --- | --- | --- | --- | --- | --- | --- | ------ | ---- |
| 2020/21 | Dragon / Penske Autosport | DIR | DIR | ROM | ROM | VAL | VAL | MCO | PUE | PUE | NYC | NYC | LON | LON | BER | BER |     | 1      | 25.  |
| 2020/21 | Dragon / Penske Autosport |     |     |     |     |     |     |     | 17  | 15  | 17  | 22  | 16  | 10  | 16  | 16  |     | 1      | 25.  |
| 2023/24 | Envision Racing           | MEX | DIR | DIR | SAP | TOK | MIS | MIS | MCO | BER | BER | SHA | SHA | POR | POR | LON | LON | 0      | 27   |
| 2023/24 | Envision Racing           |     |     |     |     |     |     | DNF |     |     |     |     |     |     |     |     |     | 0      | 27   |

| Legende                      | Legende       | Legende                                                                 |
| Farbe                        | Abkürzung     | Bedeutung                                                               |
| ---------------------------- | ------------- | ----------------------------------------------------------------------- |
| Gold                         | —             | Sieger                                                                  |
| Silber                       | —             | 2. Platz                                                                |
| Bronze                       | —             | 3. Platz                                                                |
| Grün                         | —             | Platzierung in den Punkten                                              |
| Blau                         | —             | Klassifiziert außerhalb der Punkteränge                                 |
| Violett                      | DNF           | Rennen nicht beendet                                                    |
| Violett                      | NC            | nicht klassifiziert                                                     |
| Rot                          | DNQ           | nicht qualifiziert                                                      |
| Schwarz                      | DSQ           | disqualifiziert                                                         |
| Weiß                         | DNS           | nicht am Start                                                          |
| Weiß                         | WD            | zurückgezogen                                                           |
| Weiß                         | C             | Rennen abgesagt                                                         |
| Blanko                       |               | nicht teilgenommen                                                      |
| Blanko                       | DNP           | gemeldet, aber nicht teilgenommen                                       |
| Blanko                       | INJ           | verletzt oder krank                                                     |
| Blanko                       | EX            | ausgeschlossen                                                          |
| sonstige Formate und Zeichen | P/fett        | Pole-Position                                                           |
| sonstige Formate und Zeichen | kursiv        | Schnellste Rennrunde (ab 2017/18: Schnellste Rennrunde der ersten Zehn) |
| sonstige Formate und Zeichen | unterstrichen | Führender in der Gesamtwertung                                          |
| sonstige Formate und Zeichen | °             | FanBoost                                                                |
| sonstige Formate und Zeichen | *             | nicht im Ziel, aufgrund der zurückgelegten Distanz aber gewertet        |
| sonstige Formate und Zeichen | ( )           | Streichresultat                                                         |

### Statistik in der DTM
Diese Statistik umfasst alle Teilnahmen des Fahrers an der DTM.

#### Gesamtübersicht
Stand: 6. September 2020
| Saison | Team         | Hersteller | Fahrzeug   | Rennen | Siege | Zweiter | Dritter | Poles | schn. Rennrunden | Punkte | Pos. |
| ------ | ------------ | ---------- | ---------- | ------ | ----- | ------- | ------- | ----- | ---------------- | ------ | ---- |
| 2018   | BMW Team RBM | BMW        | BMW M4 DTM | 20     | 1     | –       | –       | –     | –                | 72     | 14.  |
| 2019   | BMW Team RBM | BMW        | BMW M4 DTM | 18     | –     | 1       | 1       | –     | –                | 61     | 11.  |
| Gesamt | Gesamt       | Gesamt     | Gesamt     | 38     | 1     | 1       | 1       | –     | –                | 133    |      |

#### Einzelergebnisse
| Saison | 1   | 2   | 3   | 4   | 5   | 6   | 7   | 8   | 9   | 10  | 11  | 12  | 13  | 14  | 15  | 16  | 17  | 18  | 19  | 20  |
| ------ | --- | --- | --- | --- | --- | --- | --- | --- | --- | --- | --- | --- | --- | --- | --- | --- | --- | --- | --- | --- |
| 2018   | HO1 | HO1 | LAU | LAU | HUN | HUN | NOR | NOR | ZAN | ZAN | BRH | BRH | MIS | MIS | NÜR | NÜR | SPI | SPI | HO2 | HO2 |
| 2018   | 12  | 43  | 12  | 9   | 17  | 6   | 9   | 12  | 9   | 11  | 14  | 13  | 12  | 1   | 12  | 6   | 15  | 5   | 15  | 9   |
| 2019   | HO1 | HO1 | ZOL | ZOL | MIS | MIS | NOR | NOR | ASS | ASS | BRH | BRH | LAU | LAU | NÜR | NÜR | HO2 | HO2 |     |     |
| 2019   | 13  | 10  | 2   | 10  | DNF | 6   | 3   | 13  | 16  | 16* | DNS | DNF | 8   | 13  | 8   | 11  | 9   | 6   |     |     |

| \| Farbe \| Bedeutung \| \| ------------- \| --------------------------------------- \| \| Gold \| Sieger \| \| Silber \| 2. Platz \| \| Bronze \| 3. Platz \| \| Grün \| Platzierung in den Punkten \| \| Blau \| Klassifiziert außerhalb der Punkteränge \| \| Violett \| Rennen nicht beendet (DNF) \| \| Violett \| nicht klassifiziert (NC) \| \| Rot \| nicht qualifiziert (DNQ) \| \| Schwarz \| disqualifiziert (DSQ) \| \| Weiß \| nicht am Start (DNS) \| \| Weiß \| zurückgezogen (WD) \| \| Weiß \| Rennen abgesagt (C) \| \| ohne Farbe \| nicht am Training teilgenommen (DNP) \| \| ohne Farbe \| verletzt oder krank (INJ) \| \| ohne Farbe \| ausgeschlossen (EX) \| \| ohne Farbe \| nicht erschienen (DNA) \| \| fett \| Pole-Position \| \| kursiv \| Schnellste Rennrunde \| \| unterstrichen \| WM-Führung \| \| hochgestellt \| Platzierung im Sprintrennen \| | - Fett – Pole-Position - Kursiv – Schnellste Rennrunde - Unterstrichen – Gesamtführender - * – nicht im Ziel, aufgrund der zurückgelegten Distanz, aber gewertet - 1 – 3 Punkte für schnellste Qualifikationsrunde - 2 – 2 Punkte für zweitschnellste Qualifikationsrunde - 3 – 1 Punkt für drittschnellste Qualifikationsrunde |
| Farbe | Bedeutung |
| Gold | Sieger |
| Silber | 2. Platz |
| Bronze | 3. Platz |
| Grün | Platzierung in den Punkten |
| Blau | Klassifiziert außerhalb der Punkteränge |
| Violett | Rennen nicht beendet (DNF) |
| Violett | nicht klassifiziert (NC) |
| Rot | nicht qualifiziert (DNQ) |
| Schwarz | disqualifiziert (DSQ) |
| Weiß | nicht am Start (DNS) |
| Weiß | zurückgezogen (WD) |
| Weiß | Rennen abgesagt (C) |
| ohne Farbe | nicht am Training teilgenommen (DNP) |
| ohne Farbe | verletzt oder krank (INJ) |
| ohne Farbe | ausgeschlossen (EX) |
| ohne Farbe | nicht erschienen (DNA) |
| fett | Pole-Position |
| kursiv | Schnellste Rennrunde |
| unterstrichen | WM-Führung |
| hochgestellt | Platzierung im Sprintrennen |